# Steve Edmondson
Steve Edmondson (ur. 30 grudnia 1969) – brytyjski basista. Członek i współzałożyciel zespołu Paradise Lost.

## Filmografia
- Over the Madness (2007, film dokumentalny, reżyseria: Diran Noubar)[2]